# Drásov (ort i Tjeckien, Södra Mähren)
Drásov är en köping i Tjeckien.   Den ligger i regionen Södra Mähren, i den östra delen av landet, 170 km sydost om huvudstaden Prag. Drásov ligger 280 meter över havet och antalet invånare är 1 138.
Terrängen runt Drásov är kuperad åt nordväst, men åt sydost är den platt. Drásov ligger nere i en dal.Runt Drásov är det mycket tätbefolkat, med 1 573 invånare per kvadratkilometer. Närmaste större samhälle är Brno, 17,8 km sydost om Drásov. Trakten runt Drásov består till största delen av jordbruksmark.